# المجباية

تعديل مصدري - تعديل

المجباية إحدى حارات مدينة جبلة بمحافظة إب، بلغ تعداد سكانها 818 نسمة حسب تعداد اليمن لعام 2004.